# Bart Dockx
Bart Dockx (* 2. September 1981 in Turnhout) ist ein ehemaliger belgischer Radrennfahrer.

## Karriere
Bart Dockx gewann 2002 die Nachwuchsausgabe des Vlaamse Pijl und fuhr dann 2003 für die Nachwuchsmannschaft von Quick Step-Davitamon. Im Jahr 2004 wurde er Profi bei Relax-Bodysol, von 2005 bis 2009 fuhr er für das belgische ProTeam Silence-Lotto, mit dem er 2006 den dritten Platz beim Grand Prix Pino Cerami belegte. In dieser Zeit nahm er auch viermal an der Vuelta a España und einmal am Giro d’Italia teil und konnte diese Grand Tours viermal beenden.
Zur Saison 2010 wechselte er zum belgischen Professional Continental Team Landbouwkrediet-Colnago, bei dem er Ende der Saison 2011 seine Karriere als aktiver Radrennfahrer beendete.